# Fantasie (op. 116)
Le Fantasie (in tedesco Fantasien), op. 116 per pianoforte solo furono composte da Johannes Brahms nella città austriaca di Bad Ischl durante l'estate del 1892. Il ciclo è composto da sette brani intitolati Capricci (n. 1, 3 e 7) o Intermezzi (n. 2, 4, 5, 6), sebbene nelle intenzioni originarie di Brahms vi fosse quella di intitolare "Notturno" il n. 4 e "Intermezzo" il n. 7. I brani furono pubblicati da N. Simrock nel dicembre 1892 e rappresentano la fine della lunga pausa di Brahms dalla composizione di brani per pianoforte. I sette movimenti sono:
1. Capriccio – Presto energico (Re minore)
2. Intermezzo – Andante (La minore)
3. Capriccio – Allegro passionato (Sol minore)
4. Intermezzo – Adagio (Mi maggiore)
5. Intermezzo – Andante con grazia ed intimissimo sentimento (Mi minore)
6. Intermezzo – Andantino teneramente (Mi maggiore)
7. Capriccio – Allegro agitato (Re minore)